# Ronde van Spanje voor vrouwen 2025
De elfde editie van de wielerwedstrijd Ronde van Spanje voor vrouwen (Spaans: La Vuelta Femenina) vond plaats van 4 tot 10 mei 2025. De ronde ging van start met een ploegentijdrit in Barcelona en eindigde met de zevende etappe naar de Alto de Cotobello. De wedstrijd is onderdeel van de UCI Women's World Tour in 2025 en is ingedeeld in de wedstrijdcategorie 2.WWT. De wedstrijd bestond uit zeven etappes; dat is één minder dan de vorige editie. Titelverdedigster was de Nederlandse Demi Vollering, die zichzelf opvolgde, maar wel met haar nieuwe ploeg FDJ-Suez.

## Deelnemende ploegen
Dertien World-Tourploegen, vier UCI Women's Pro Teams en vier UCI-continentale ploegen namen deel aan de Ronde van Spanje, wat het totaal aantal deelnemers op 146 rensters bracht. 
| World Tourteams | World Tourteams                                                                                         | Pro Teams                                                                   | Continentaal                                                          |
| --- | --- | --------------------------------------------------------------------------- | --------------------------------------------------------------------- |
| AG Insurance-Soudal CANYON//SRAM zondacrypto FDJ-Suez Fenix-Deceuninck Human Powered Health Lidl-Trek Liv AlUla Jayco | Movistar Team Team Picnic PostNL Team SD Worx-Protime UAE Team ADQ Uno-X Mobility Visma \| Lease a Bike | Arkéa-B&B Hotels Cofidis EF Education-Oatly Laboral Kutxa-Fundación Euskadi | BePink-Imatra-Bongioanni Eneicat-CMTeam Lotto Ladies Team Coop-Repsol |

## Etappeschema
| Datum  | Etappe | Start – Finish                        | Afstand (in km) | Type           | Winnaar              | Ploeg                 | Klassementsleider   |
| ------ | ------ | ------------------------------------- | --------------- | -------------- | -------------------- | --------------------- | ------------------- |
| 4 mei  | 1      | Barcelona – Barcelona                 | 8,1             | Ploegentijdrit | Lidl-Trek            | Lidl-Trek             | Ellen van Dijk      |
| 5 mei  | 2      | Molins de Rei – Sant Boi de Llobregat | 99              | Heuvelrit      | Marianne Vos         | Visma \| Lease a Bike | Letizia Paternoster |
| 6 mei  | 3      | Barbastro – Huesca                    | 132,4           | Vlakke rit     | Femke Gerritse       | SD Worx-Protime       | Femke Gerritse      |
| 7 mei  | 4      | Pedrola – Borja                       | 111,6           | Heuvelrit      | Anna van der Breggen | SD Worx-Protime       | Femke Gerritse      |
| 8 mei  | 5      | Golmayo – Lagunas de Neila            | 120,4           | Bergrit        | Demi Vollering       | FDJ-SUEZ              | Demi Vollering      |
| 9 mei  | 6      | Becerril de Campos – Baltanás         | 126,7           | Heuvelrit      | Marianne Vos         | Visma \| Lease a Bike | Demi Vollering      |
| 10 mei | 7      | La Robla – Alto de Cotobello          | 152,6           | Bergrit        | Demi Vollering       | FDJ-SUEZ              | Demi Vollering      |

## Etappe-uitslagen

### 1e etappe (ploegentijdrit)
| Barcelona – Barcelona (8,1 km) |                            |       |
| Plaats                         | Ploeg                      | Tijd  |
| 1                              | Lidl-Trek                  | 9'30" |
| 2                              | SD Worx-Protime            | + 3"  |
| 3                              | Liv AlUla Jayco            | + 3"  |
| 4                              | FDJ-SUEZ                   | + 6"  |
| 5                              | CANYON//SRAM zondacrypto   | + 8"  |
| 6                              | Team Picnic PostNL         | + 9"  |
| 7                              | Movistar Team              | + 16" |
| 8                              | EF Education-Oatly         | + 16" |
| 9                              | Human Powered Health       | + 20" |
| 10                             | Team Visma \| Lease a Bike | + 21" |
|                                |                            |       |
| 12                             | Fenix-Deceuninck           | + 26" |

| Algemeen klassement |                      |                     |       |
| Plaats              | Naam                 | Ploeg               | Tijd  |
| Rode trui           | Ellen van Dijk       | Lidl-Trek           | 9'30" |
| 2                   | Riejanne Markus      | Lidl-Trek           | z.t.  |
| 3                   | Niamh Fisher-Black   | Lidl-Trek           | z.t.  |
| 4                   | Anna Henderson       | Lidl-Trek           | z.t.  |
| 5                   | Shirin van Anrooij   | Lidl-Trek           | z.t.  |
| 6                   | Mischa Bredewold     | SD Worx-Protime     | + 3"  |
| 7                   | Anna van der Breggen | SD Worx-Protime     | z.t.  |
| 8                   | Femke Gerritse       | SD Worx-Protime     | z.t.  |
| 9                   | Femke Markus         | SD Worx-Protime     | z.t.  |
| 10                  | Georgia Baker        | Liv AlUla Jayco     | z.t.  |
|                     |                      |                     |       |
| 66                  | Justine Ghekiere     | AG Insurance-Soudal | + 29" |

### 2e etappe
| Molins de Rei – Sant Boi de Llobregat (99 km) |                       |                                 |          |
| Plaats                                        | Naam                  | Ploeg                           | Tijd     |
| Winnaar                                       | Marianne Vos          | Visma \| Lease a Bike           | 2u35'13" |
| 2                                             | Letizia Paternoster   | Liv AlUla Jayco                 | z.t.     |
| 3                                             | Letizia Borghesi      | EF Education-Oatly              | z.t.     |
| 4                                             | Anna Henderson        | Lidl-Trek                       | z.t.     |
| 5                                             | Monica Trinca Colonel | Liv AlUla Jayco                 | z.t.     |
| 6                                             | Ally Wollaston        | FDJ-SUEZ                        | z.t.     |
| 7                                             | Franziska Koch        | Picnic PostNL                   | z.t.     |
| 8                                             | Katarzyna Niewiadoma  | CANYON//SRAM zondacrypto        | z.t.     |
| 9                                             | Cédrine Kerbaol       | EF Education-Oatly              | z.t.     |
| 10                                            | Laura Tomasi          | Laboral Kutxa-Fundación Euskadi | z.t.     |
|                                               |                       |                                 |          |
| 27                                            | Justine Ghekiere      | AG Insurance-Soudal             | z.t.     |

| Algemeen klassement |                       |                     |          |
| Plaats              | Naam                  | Ploeg               | Tijd     |
| Rode trui           | Letizia Paternoster   | Liv AlUla Jayco     | 2u44'40" |
| 2                   | Femke Gerritse        | SD Worx-Protime     | + 2"     |
| 3                   | Anna Henderson        | Lidl-Trek           | + 3"     |
| 4                   | Niamh Fisher-Black    | Lidl-Trek           | z.t.     |
| 5                   | Riejanne Markus       | Lidl-Trek           | z.t.     |
| 6                   | Shirin van Anrooij    | Lidl-Trek           | z.t.     |
| 7                   | Monica Trinca Colonel | Liv AlUla Jayco     | + 6"     |
| 8                   | Anna van der Breggen  | SD Worx-Protime     | z.t.     |
| 9                   | Mischa Bredewold      | SD Worx-Protime     | z.t.     |
| 10                  | Mavi García           | Liv AlUla Jayco     | z.t.     |
|                     |                       |                     |          |
| 48                  | Justine Ghekiere      | AG Insurance-Soudal | + 32"    |

### 3e etappe
| Barbastro – Huesca (132,4 km) |                          |                          |          |
| Plaats                        | Naam                     | Ploeg                    | Tijd     |
| Winnaar                       | Femke Gerritse           | SD Worx-Protime          | 3u23'24" |
| 2                             | Marianne Vos             | Visma \| Lease a Bike    | z.t.     |
| 3                             | Linda Zanetti            | Uno-X Mobility           | z.t.     |
| 4                             | Mischa Bredewold         | SD Worx-Protime          | z.t.     |
| 5                             | Megan Jastrab            | Picnic PostNL            | z.t.     |
| 6                             | Vittoria Guazzini        | FDJ-SUEZ                 | z.t.     |
| 7                             | Letizia Paternoster      | Liv AlUla Jayco          | z.t.     |
| 8                             | Katarzyna Niewiadoma     | CANYON//SRAM zondacrypto | z.t.     |
| 9                             | Cat Ferguson             | Movistar                 | z.t.     |
| 10                            | Agnieszka Skalniak-Sójka | CANYON//SRAM zondacrypto | z.t.     |
|                               |                          |                          |          |
| 30                            | Justine Ghekiere         | AG Insurance-Soudal      | z.t.     |

| Algemeen klassement |                       |                       |         |
| Plaats              | Naam                  | Ploeg                 | Tijd    |
| Rode trui           | Femke Gerritse        | SD Worx-Protime       | 6u7'50" |
| 2                   | Marianne Vos          | Visma \| Lease a Bike | + 12"   |
| 3                   | Letizia Paternoster   | Liv AlUla Jayco       | z.t.    |
| 4                   | Anna Henderson        | Lidl-Trek             | + 17"   |
| 5                   | Riejanne Markus       | Lidl-Trek             | z.t.    |
| 6                   | Niamh Fisher-Black    | Lidl-Trek             | z.t.    |
| 7                   | Monica Trinca Colonel | Liv AlUla Jayco       | + 20"   |
| 8                   | Mischa Bredewold      | SD Worx-Protime       | z.t.    |
| 9                   | Anna van der Breggen  | SD Worx-Protime       | z.t.    |
| 10                  | Mavi García           | Liv AlUla Jayco       | z.t.    |
|                     |                       |                       |         |
| 44                  | Justine Ghekiere      | AG Insurance-Soudal   | + 46"   |

### 4e etappe
| Pedrola – Borja (111,6 km) |                       |                          |          |
| Plaats                     | Naam                  | Ploeg                    | Tijd     |
| Winnaar                    | Anna van der Breggen  | SD Worx-Protime          | 2u49'55" |
| 2                          | Marianne Vos          | Visma \| Lease a Bike    | + 12"    |
| 3                          | Demi Vollering        | FDJ-SUEZ                 | z.t.     |
| 4                          | Monica Trinca Colonel | Liv AlUla Jayco          | z.t.     |
| 5                          | Cédrine Kerbaol       | EF Education-Oatly       | z.t.     |
| 6                          | Liane Lippert         | Movistar                 | z.t.     |
| 7                          | Femke Gerritse        | SD Worx-Protime          | z.t.     |
| 8                          | Marlen Reusser        | Movistar                 | z.t.     |
| 9                          | Katarzyna Niewiadoma  | CANYON//SRAM zondacrypto | z.t.     |
| 10                         | Riejanne Markus       | Lidl-Trek                | z.t.     |
|                            |                       |                          |          |
| 23                         | Justine Ghekiere      | AG Insurance-Soudal      | + 26"    |

| Algemeen klassement |                       |                       |          |
| Plaats              | Naam                  | Ploeg                 | Tijd     |
| Rode trui           | Femke Gerritse        | SD Worx-Protime       | 8u57'51" |
| 2                   | Anna van der Breggen  | SD Worx-Protime       | + 4"     |
| 3                   | Marianne Vos          | Visma \| Lease a Bike | + 10"    |
| 4                   | Demi Vollering        | FDJ-SUEZ              | + 21"    |
| 5                   | Riejanne Markus       | Lidl-Trek             | + 23"    |
| 6                   | Niamh Fisher-Black    | Lidl-Trek             | z.t.     |
| 7                   | Monica Trinca Colonel | Liv AlUla Jayco       | + 26"    |
| 8                   | Mischa Bredewold      | SD Worx-Protime       | z.t.     |
| 9                   | Mavi García           | Liv AlUla Jayco       | z.t.     |
| 10                  | Évita Muzic           | FDJ-SUEZ              | + 29"    |
|                     |                       |                       |          |
| 27                  | Justine Ghekiere      | AG Insurance-Soudal   | + 1'06"  |

### 5e etappe
| Golmayo – Lagunas de Neila (120,4 km) |                      |                                 |          |
| Plaats                                | Naam                 | Ploeg                           | Tijd     |
| Winnaar                               | Demi Vollering       | FDJ-SUEZ                        | 3u19'57" |
| 2                                     | Marlen Reusser       | Movistar                        | + 24"    |
| 3                                     | Anna van der Breggen | SD Worx-Protime                 | + 56"    |
| 4                                     | Pauliena Rooijakkers | Fenix-Deceuninck                | + 1'10"  |
| 5                                     | Usoa Ostolaza        | Laboral Kutxa-Fundación Euskadi | + 1'20"  |
| 6                                     | Cédrine Kerbaol      | EF Education-Oatly              | + 1'23"  |
| 7                                     | Marion Bunel         | Visma \| Lease a Bike           | + 1'27"  |
| 8                                     | Juliette Labous      | FDJ-SUEZ                        | + 1'51"  |
| 9                                     | Riejanne Markus      | Lidl-Trek                       | + 1'53"  |
| 10                                    | Valentina Cavallar   | Arkéa-B&B Hotels                | + 2'01"  |
|                                       |                      |                                 |          |
| 29                                    | Justine Ghekiere     | AG Insurance-Soudal             | + 5'47"  |

| Algemeen klassement |                       |                                 |           |
| Plaats              | Naam                  | Ploeg                           | Tijd      |
| Rode trui           | Demi Vollering        | FDJ-SUEZ                        | 12u17'59" |
| 2                   | Anna van der Breggen  | SD Worx-Protime                 | + 45"     |
| 3                   | Marlen Reusser        | Movistar                        | + 46"     |
| 4                   | Cédrine Kerbaol       | EF Education-Oatly              | + 1'49"   |
| 5                   | Riejanne Markus       | Lidl-Trek                       | + 2'05"   |
| 6                   | Juliette Labous       | FDJ-SUEZ                        | + 2'09"   |
| 7                   | Niamh Fisher-Black    | Lidl-Trek                       | + 2'19"   |
| 8                   | Usoa Ostolaza         | Laboral Kutxa-Fundación Euskadi | + 2'26"   |
| 9                   | Monica Trinca Colonel | Liv AlUla Jayco                 | + 2'35"   |
| 10                  | Yara Kastelijn        | Fenix-Deceuninck                | + 2'57"   |
|                     |                       |                                 |           |
| 25                  | Justine Ghekiere      | AG Insurance-Soudal             | + 6'42"   |

### 6e etappe
| Becerril de Campos – Baltanás (126,7 km) |                          |                                 |          |
| Plaats                                   | Naam                     | Ploeg                           | Tijd     |
| Winnaar                                  | Marianne Vos             | Visma \| Lease a Bike           | 3u00'09" |
| 2                                        | Mischa Bredewold         | SD Worx-Protime                 | z.t.     |
| 3                                        | Ally Wollaston           | FDJ-SUEZ                        | z.t.     |
| 4                                        | Lara Gillespie           | UAE Team ADQ                    | z.t.     |
| 5                                        | Nicole Steigenga         | AG Insurance-Soudal             | z.t.     |
| 6                                        | Agnieszka Skalniak-Sójka | CANYON//SRAM zondacrypto        | z.t.     |
| 7                                        | Cat Ferguson             | Movistar                        | z.t.     |
| 8                                        | Megan Jastrab            | Picnic PostNL                   | z.t.     |
| 9                                        | Usoa Ostolaza            | Laboral Kutxa-Fundación Euskadi | z.t.     |
| 10                                       | Imogen Wolff             | Visma \| Lease a Bike           | z.t.     |
|                                          |                          |                                 |          |
| 12                                       | Marthe Goossens          | AG Insurance-Soudal             | z.t.     |

| Algemeen klassement |                       |                                 |           |
| Plaats              | Naam                  | Ploeg                           | Tijd      |
| Rode trui           | Demi Vollering        | FDJ-SUEZ                        | 15u18'08" |
| 2                   | Anna van der Breggen  | SD Worx-Protime                 | + 45"     |
| 3                   | Marlen Reusser        | Movistar                        | + 46"     |
| 4                   | Cédrine Kerbaol       | EF Education-Oatly              | + 1'49"   |
| 5                   | Riejanne Markus       | Lidl-Trek                       | + 2'05"   |
| 6                   | Juliette Labous       | FDJ-SUEZ                        | + 2'09"   |
| 7                   | Niamh Fisher-Black    | Lidl-Trek                       | + 2'19"   |
| 8                   | Usoa Ostolaza         | Laboral Kutxa-Fundación Euskadi | + 2'26"   |
| 9                   | Monica Trinca Colonel | Liv AlUla Jayco                 | + 2'35"   |
| 10                  | Yara Kastelijn        | Fenix-Deceuninck                | + 2'57"   |
|                     |                       |                                 |           |
| 25                  | Justine Ghekiere      | AG Insurance-Soudal             | + 6'42"   |

### 7e etappe
| La Robla – Alto de Cotobello (152,6 km) |                       |                       |          |
| Plaats                                  | Naam                  | Ploeg                 | Tijd     |
| Winnaar                                 | Demi Vollering        | FDJ-SUEZ              | 4u23'34" |
| 2                                       | Marlen Reusser        | Movistar              | + 11"    |
| 3                                       | Anna van der Breggen  | SD-Worx Protime       | + 25"    |
| 4                                       | Cédrine Kerbaol       | EF Education-Oatly    | + 35"    |
| 5                                       | Niamh Fisher-Black    | Lidl-Trek             | + 56"    |
| 6                                       | Juliette Labous       | FDJ-SUEZ              | + 1'05"  |
| 7                                       | Monica Trinca Colonel | Liv AlUla Jayco       | + 1'22"  |
| 8                                       | Évita Muzic           | FDJ-SUEZ              | + 1'42"  |
| 9                                       | Marion Bunel          | Visma \| Lease a Bike | + 1'52"  |
| 10                                      | Nienke Vinke          | Picnic PostNL         | + 2'06"  |
|                                         |                       |                       |          |
| 49                                      | Justine Ghekiere      | AG Insurance-Soudal   | + 14'23" |

## Eindklassementen
| Plaats    | Naam                  | Ploeg                           | Tijd      |
| --------- | --------------------- | ------------------------------- | --------- |
| Rode trui | Demi Vollering        | FDJ-SUEZ                        | 19u41'32" |
| 2         | Marlen Reusser        | Movistar                        | + 1'01"   |
| 3         | Anna van der Breggen  | SD-Worx Protime                 | + 1'16"   |
| 4         | Cédrine Kerbaol       | EF Education-Oatly              | + 2'34"   |
| 5         | Juliette Labous       | FDJ-SUEZ                        | + 3'24"   |
| 6         | Niamh Fisher-Black    | Lidl-Trek                       | + 3'25"   |
| 7         | Monica Trinca Colonel | Liv AlUla Jayco                 | + 4'07"   |
| 8         | Yara Kastelijn        | Fenix-Deceuninck                | + 5'20"   |
| 9         | Nienke Vinke          | Picnic PostNL                   | + 5'40"   |
| 10        | Évita Muzic           | FDJ-SUEZ                        | + 5'41"   |
| 11        | Katarzyna Niewiadoma  | CANYON//SRAM zondacrypto        | + 5'57"   |
| 12        | Usoa Ostolaza         | Laboral Kutxa-Fundación Euskadi | z.t.      |
| 13        | Riejanne Markus       | Lidl-Trek                       | + 6'07"   |
| 14        | Mareille Meijering    | Movistar                        | + 7'03"   |
| 15        | Ashleigh Moolman      | AG Insurance-Soudal             | + 7'28"   |
|           |                       |                                 |           |
| 34        | Justine Ghekiere      | AG Insurance-Soudal             | + 21'15"  |

| Plaats      | Naam            | Ploeg                 | Punten |
| ----------- | --------------- | --------------------- | ------ |
| Groene trui | Marianne Vos    | Visma \| Lease a Bike | 245    |
| 2           | Demi Vollering  | FDJ-SUEZ              | 149    |
| 3           | Femke Gerritse  | SD-Worx Protime       | 132    |
|             |                 |                       |        |
| 44          | Marthe Goossens | AG Insurance-Soudal   | 5      |

| Plaats                | Naam             | Ploeg               | Punten |
| --------------------- | ---------------- | ------------------- | ------ |
| Bolletjestrui (blauw) | Demi Vollering   | FDJ-SUEZ            | 48     |
| 2                     | Marlen Reusser   | Movistar            | 37     |
| 3                     | Évita Muzic      | FDJ-SUEZ            | 36     |
|                       |                  |                     |        |
| 6                     | Justine Ghekiere | AG Insurance-Soudal | 18     |

| Ploegenklassement |                     |           |
| Plaats            | Ploeg               | Tijd      |
| 1                 | FDJ-SUEZ            | 58u54'57" |
| 2                 | Lidl-Trek           | + 9'09"   |
| 3                 | Picnic PostNL       | + 17'39"  |
|                   |                     |           |
| 11                | AG Insurance-Soudal | + 43'49"  |

## Klassementsverloop
| Stage          | Winnaar              | Algemeen klassement | Puntenklassement | Bergklassement  | Ploegenklassement | Strijdlustigste      |
| -------------- | -------------------- | ------------------- | ---------------- | --------------- | ----------------- | -------------------- |
| 1              | Lidl-Trek            | Ellen van Dijk      | niet uitgereikt  | niet uitgereikt | Lidl-Trek         | Anna Henderson       |
| 2              | Marianne Vos         | Letizia Paternoster | Marianne Vos     | Ane Santesteban | Lidl-Trek         | Elena Cecchini       |
| 3              | Femke Gerritse       | Femke Gerritse      | Marianne Vos     | Ane Santesteban | Lidl-Trek         | Maaike Coljé         |
| 4              | Anna van der Breggen | Femke Gerritse      | Marianne Vos     | Évita Muzic     | SD Worx-Protime   | India Grangier       |
| 5              | Demi Vollering       | Demi Vollering      | Marianne Vos     | Demi Vollering  | FDJ-SUEZ          | Arianna Fidanza      |
| 6              | Marianne Vos         | Demi Vollering      | Marianne Vos     | Demi Vollering  | FDJ-SUEZ          | Nicole Steigenga     |
| 7              | Demi Vollering       | Demi Vollering      | Marianne Vos     | Demi Vollering  | FDJ-SUEZ          | Anna van der Breggen |
| Eindklassement | Eindklassement       | Demi Vollering      | Marianne Vos     | Demi Vollering  | FDJ-SUEZ          | Anna van der Breggen |

1. ↑  De groene trui werd in de tweede etappe gedragen door Riejanne Markus.
2. ↑  De bolletjestrui werd in de tweede etappe gedragen door Niamh Fisher-Black.
3. ↑  De bolletjestrui werd in de zesde en zevende etappe gedragen door Évita Muzic, tweede in het bergklassement.

2015 · 2016 · 2017 · 2018 · 2019 · 2020 · 2021 · 2022 · 2023 · 2024 · 2025
Tour Down Under ·
Cadel Evans Great Ocean Road Race ·
Ronde van de Verenigde Arabische Emiraten ·
Omloop Het Nieuwsblad ·
Strade Bianche ·
Trofeo Alfredo Binda-Comune di Cittiglio ·
Milaan-San Remo ·
Brugge-De Panne ·
Gent-Wevelgem ·
Ronde van Vlaanderen ·
Parijs-Roubaix ·
Amstel Gold Race ·
Waalse Pijl ·
Luik-Bastenaken-Luik ·
Ronde van Spanje ·
Ronde van het Baskenland ·
Ronde van Burgos ·
Ronde van Groot-Brittannië ·
Ronde van Zwitserland ·
Copenhagen Sprint · 
Ronde van Italië ·
Ronde van Frankrijk ·
Ronde van Romandië ·
Ronde van Scandinavië ·
GP de Plouay-Bretagne ·
Simac Ladies Tour ·
Ronde van Chongming ·
Ronde van Guangxi